# Tyeucsezsszki járás

A Tyeucsezs járás Adigeföldön

A Tyeucsezs járás (oroszul: Теучежский район, adige nyelven Теуцожь район) Oroszország egyik járása
Adigeföldön. Székhelye Ponyezsukaj.

## Népesség
- 1989-ben 34 523 lakosa volt, melyből 24 287 adige (70,4%), 8 797 orosz (25,5%), 484 ukrán, 198 örmény.
- 2002-ben 19 951 lakosa volt, melyből 13 650 adige (68,4%), 5 433 orosz (27,2%), 197 örmény, 165 ukrán, 14 kurd.
- 2010-ben 20 643 lakosa volt, melyből 13 195 adige, 5 626 orosz, 230 örmény, 112 ukrán stb.